# 王溢正
王 溢正（ワン・イージェン、1985年10月9日 - ）は、台湾（中華民国）の屏東県出身の元プロ野球選手（投手）。左投左打。

## 経歴

### プロ入り前
小学校4年の時に野球を始める。中国文化大学時代には斎藤佑樹や横浜ベイスターズでチームメイトになる松本啓二朗、細山田武史らが所属していた早稲田大学との親善試合に登板して2回を無失点に抑えている。その後、2008年のCPBLのドラフトでLa Newベアーズから2位指名を受け入団、代訓選手(日本の育成選手に近い制度)として所属した。アジア野球選手権大会やIBAFワールドカップのチャイニーズタイペイ代表に選出され、代表チームのコーチである郭泰源から日本野球のアドバイスを受けた。

### 横浜時代
2009年秋に横浜ベイスターズの秋季キャンプに練習生として参加。そこでの実力が評価され、同年12月5日に入団が決まった。球団史上初の台湾人選手でもあった。
2010年は一度も一軍に昇格することはなかった。二軍では3先発を含める12試合に登板したが、0勝2敗で防御率8.40に終わった。
2011年は7月下旬に10日間一軍にいたが、登板することなく、二軍落ち。二軍では登板数で佐藤祥万に次ぐチーム2位の35試合に登板するなどタフな一面を見せた。防御率は前年から大きく改善され、3.55だった。
2012年、ファームでチームトップに並ぶ6勝（4敗）の成績を残したことから6月6日に一軍昇格。同日行われた対ロッテ戦（QVCマリンフィールド）でプロ初登板を先発で飾った。しかし、4回1/3を3失点で敗戦投手となる。その後も先発として6試合に登板したが、不安定な投球が続いて勝利を挙げることができなかった。シーズン最後の登板となった9月30日の対中日戦では4回2/3を11失点（自責点10）と大乱調で翌日二軍降格。そのまま一軍に戻ることなく、シーズンを終えた。
2013年1月14日に、第3回WBC本戦のチャイニーズタイペイ代表メンバーが発表され代表入りした。同大会の日本代表にDeNAからは一人も選ばれておらず、同球団からの唯一のWBC代表選手となった。1次ラウンドでは登板はなかったが、2次ラウンドのキューバ戦（3月9日）で大会初登板。しかし、1アウトも取れずに3連打を浴びるなど6失点（自責点3）。チームも14対0で大敗し、2次ラウンドで敗退した。

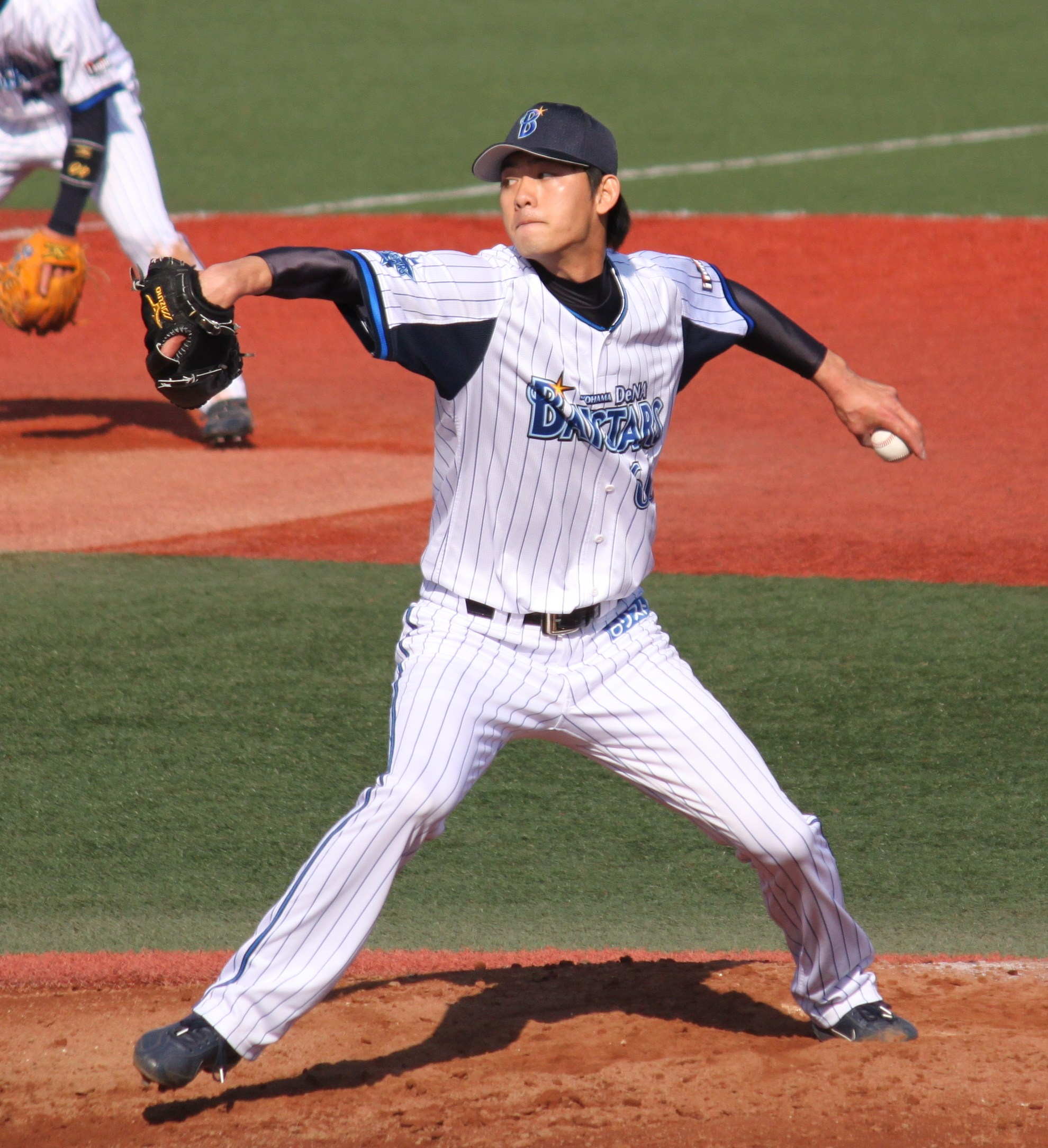
横浜DeNAベイスターズ時代
(2012年4月1日、横須賀スタジアムにて)

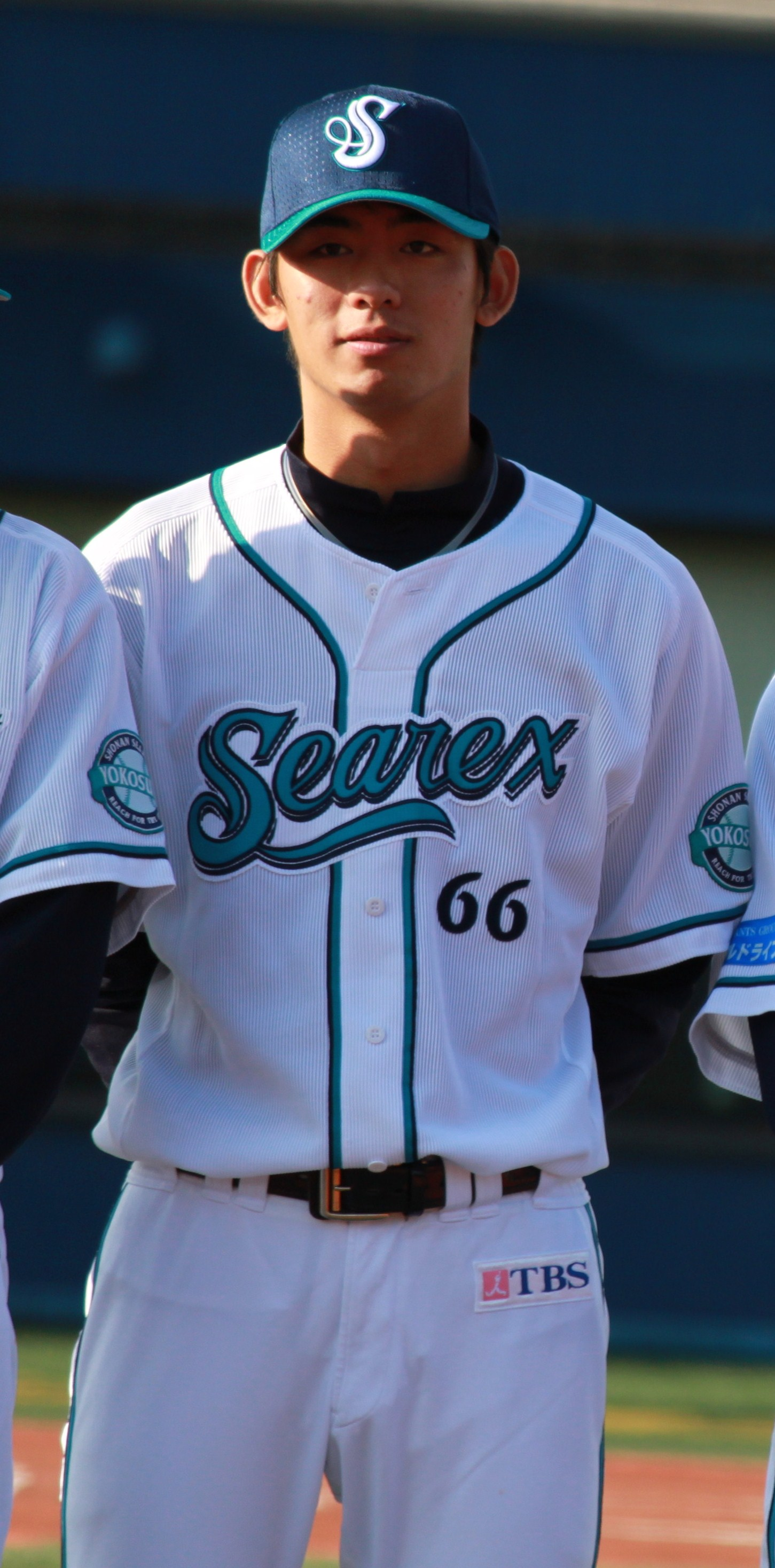
2010年11月20日
横須賀スタジアムにて

その後、DeNAに合流したがオープン戦では1試合も登板せず、開幕は二軍スタートとなる。ファームでは2試合に登板したが、防御率5.40と不安定な成績で5月29日に契約解除が発表され、6月4日に自由契約となった。

### モンキーズ時代
2013年6月20日にLamigoモンキーズ（旧La Newベアーズ）に復帰。7月21日の兄弟エレファンツ戦でCPBL初登板果たし、7回途中3失点で敗戦投手となるが、8月11日の義大ライノズ戦で7回1失点でCPBL初勝利を挙げた。8月18日の統一ライオンズ戦では初完投・初完封勝利を挙げている。同年は8試合すべてに先発登板し、3勝2敗の成績を残した。
2015年は台湾人トップの11勝をするも、先発した22試合中10試合で5失点以上を喫した。
2016年1月29日に「侍ジャパン強化試合 日本 vs チャイニーズタイペイ」のチャイニーズタイペイ代表27名に選出されたことが発表された。3月5日の第1戦に先発登板し、敗戦投手となっている。
2017年2月28日に侍ジャパンとの壮行試合でCPBL・台湾プロ選抜として先発を任されたものの、2回で被安打4として2失点。ただし、この試合は台湾プロ選抜が侍ジャパンに対し8-5で逆転したため勝利投手になっている。
2020年の4月は2試合投げ2勝0敗、防御率1.29で、アリエル・ミランダと1票差で月間MVPに輝いた。8月7日の中信兄弟戦でCPBL史上9人目となるCPBL通算150先発を達成した。10月2日の統一ライオンズ戦で7回2失点とまとめ、台湾人最速となる2桁勝利を達成した。しかし最終的には全体的に前年よりも成績を落とす形となった。
2021年から副キャプテンに就任した。3月16日の統一ライオンズ戦で自身初となる開幕投手を務め、5回4失点で勝利投手となった。台湾人選手が開幕投手を務めたのは、球団として12年ぶりであった。同月23日の味全ドラゴンズ戦で5回7失点（自責点6）と炎上し、翌日に二軍へ降格した。4月4日に一軍復帰し、同日の富邦ガーディアンズ戦と同月13日の統一ライオンズ戦で先発登板をするも振るわず、その後は基本的に中継ぎでの登板のみとなった。

### 台鋼時代
2023年8月10日、トレードで台鋼ホークスに移籍することが発表された。
2024年オフに保留選手名簿から外れて退団が決まり、後に現役引退を発表した。

## 選手としての特徴
スリークォーターの長身サウスポーで、最速148km/hのストレートとスライダー、チェンジアップを持ち球とする。スタミナ不足と制球難が課題。

## 詳細情報

### 年度別投手成績
| 年 度      | 球 団       | 登 板 | 先 発 | 完 投 | 完 封 | 無 四 球 | 勝 利 | 敗 戦 | セ 丨 ブ | ホ 丨 ル ド | 勝 率 | 打 者 | 投 球 回 | 被 安 打 | 被 本 塁 打 | 与 四 球 | 敬 遠 | 与 死 球 | 奪 三 振 | 暴 投 | ボ 丨 ク | 失 点 | 自 責 点 | 防 御 率 | W H I P |
| ---------- | ----------- | ----- | ----- | ----- | ----- | -------- | ----- | ----- | -------- | ----------- | ----- | ----- | -------- | -------- | ----------- | -------- | ----- | -------- | -------- | ----- | -------- | ----- | -------- | -------- | ------- |
| 2012       | DeNA        | 6     | 6     | 0     | 0     | 0        | 0     | 4     | 0        | 0           | .000  | 124   | 24.1     | 32       | 4           | 19       | 0     | 3        | 15       | 2     | 0        | 25    | 24       | 8.88     | 2.10    |
| 2013       | Lamigo 楽天 | 8     | 8     | 1     | 1     | 1        | 3     | 2     | 0        | 0           | .600  | 201   | 48.2     | 45       | 0           | 14       | 0     | 0        | 40       | 0     | 0        | 17    | 16       | 2.96     | 1.21    |
| 2014       | Lamigo 楽天 | 19    | 18    | 0     | 0     | 0        | 7     | 2     | 0        | 0           | .778  | 468   | 108.2    | 112      | 7           | 36       | 2     | 4        | 69       | 1     | 0        | 47    | 44       | 3.64     | 1.36    |
| 2015       | Lamigo 楽天 | 23    | 22    | 1     | 0     | 0        | 11    | 6     | 0        | 0           | .647  | 575   | 123.1    | 164      | 16          | 53       | 0     | 7        | 89       | 6     | 0        | 93    | 84       | 6.13     | 1.76    |
| 2016       | Lamigo 楽天 | 26    | 23    | 0     | 0     | 0        | 7     | 7     | 0        | 0           | .500  | 647   | 134.0    | 196      | 19          | 55       | 1     | 10       | 107      | 6     | 1        | 119   | 102      | 6.85     | 1.87    |
| 2017       | Lamigo 楽天 | 22    | 21    | 0     | 0     | 0        | 9     | 7     | 0        | 0           | .563  | 559   | 125.1    | 131      | 15          | 58       | 1     | 8        | 116      | 8     | 1        | 74    | 64       | 4.60     | 1.51    |
| 2018       | Lamigo 楽天 | 22    | 22    | 0     | 0     | 0        | 8     | 8     | 0        | 0           | .500  | 607   | 139.2    | 152      | 6           | 36       | 1     | 4        | 103      | 4     | 0        | 81    | 66       | 4.25     | 1.35    |
| 2019       | Lamigo 楽天 | 25    | 24    | 0     | 0     | 0        | 12    | 5     | 0        | 0           | .706  | 620   | 138.2    | 171      | 22          | 33       | 1     | 6        | 113      | 15    | 0        | 77    | 70       | 4.54     | 1.47    |
| 2020       | Lamigo 楽天 | 21    | 20    | 0     | 0     | 0        | 10    | 6     | 0        | 0           | .625  | 535   | 116.1    | 146      | 15          | 38       | 0     | 6        | 82       | 11    | 0        | 79    | 70       | 5.42     | 1.58    |
| 2021       | Lamigo 楽天 | 34    | 8     | 0     | 0     | 0        | 2     | 3     | 0        | 6           | .400  | 303   | 64.2     | 85       | 9           | 24       | 0     | 5        | 50       | 6     | 0        | 53    | 43       | 5.98     | 1.69    |
| 2022       | Lamigo 楽天 | 20    | 11    | 1     | 0     | 0        | 6     | 4     | 0        | 1           | .600  | 267   | 63.1     | 55       | 2           | 22       | 0     | 2        | 36       | 6     | 0        | 30    | 27       | 3.84     | 1.22    |
| 2023       | Lamigo 楽天 | 4     | 1     | 0     | 0     | 0        | 0     | 0     | 0        | 0           | ----  | 25    | 4.1      | 5        | 0           | 6        | 0     | 1        | 3        | 2     | 0        | 3     | 3        | 6.23     | 2.54    |
| 2024       | 台鋼        | 3     | 0     | 0     | 0     | 0        | 0     | 0     | 0        | 0           | ----  | 16    | 2.2      | 6        | 1           | 2        | 0     | 1        | 0        | 0     | 0        | 3     | 3        | 1.13     | 3.00    |
| NPB：1年   | NPB：1年    | 6     | 6     | 0     | 0     | 0        | 0     | 4     | 0        | 0           | .000  | 124   | 24.1     | 32       | 4           | 19       | 0     | 3        | 15       | 2     | 0        | 25    | 24       | 8.88     | 2.10    |
| CPBL：12年 | CPBL：12年  | 227   | 178   | 3     | 1     | 0        | 75    | 50    | 0        | 7           | .600  | 4823  | 1069.2   | 1268     | 112         | 383      | 6     | 54       | 808      | 65    | 2        | 676   | 592      | 4.98     | 1.54    |

- 各年度の太字はリーグ最高

### 年度別守備成績
| 年 度 | 球 団       | 投手  | 投手  | 投手  | 投手  | 投手  | 投手     |
| 年 度 | 球 団       | 試 合 | 刺 殺 | 補 殺 | 失 策 | 併 殺 | 守 備 率 |
| ----- | ----------- | ----- | ----- | ----- | ----- | ----- | -------- |
| 2012  | DeNA        | 6     | 1     | 5     | 1     | 0     | .857     |
| 2013  | Lamigo 楽天 | 8     | 2     | 7     | 1     | 0     | .900     |
| 2014  | Lamigo 楽天 | 19    | 11    | 21    | 1     | 2     | .970     |
| 2015  | Lamigo 楽天 | 23    | 5     | 19    | 0     | 2     | 1.000    |
| 2016  | Lamigo 楽天 | 26    | 12    | 16    | 3     | 5     | .903     |
| 2017  | Lamigo 楽天 | 22    | 7     | 15    | 0     | 0     | 1.000    |
| 2018  | Lamigo 楽天 | 22    | 11    | 18    | 1     | 0     | .967     |
| 2019  | Lamigo 楽天 | 25    | 3     | 20    | 1     | 3     | .958     |
| 2020  | Lamigo 楽天 | 21    | 4     | 11    | 2     | 1     | .882     |
| 2021  | Lamigo 楽天 | 34    | 6     | 12    | 2     | 0     | .900     |
| 2022  | Lamigo 楽天 | 20    | 2     | 8     | 1     | 0     | .909     |
| 2023  | Lamigo 楽天 | 4     | 0     | 0     | 0     | 0     | ----     |
| 2024  | 台鋼        | 3     | 0     | 0     | 0     | 0     | ----     |
| NPB   | NPB         | 8     | 2     | 7     | 1     | 0     | .900     |
| CPBL  | CPBL        | 227   | 63    | 147   | 12    | 13    | .946     |

- 各年度の太字はリーグ最高

### 表彰
CPBL
- 月間MVP：1回（投手部門：2020年4月）

### 記録
初記録
NPB
- 初登板・初先発登板：2012年6月6日、対千葉ロッテマリーンズ4回戦（QVCマリンフィールド）、4回1/3を3失点で敗戦投手
- 初奪三振：同上、3回裏にサブローから空振り三振

CPBL
- 初登板・初先発登板：2013年7月21日、対兄弟エレファンツ戦（台中インターコンチネンタル野球場）、6回1/3を3失点で敗戦投手
- 初奪三振：同上、1回裏に周思齊から空振り三振
- 初勝利：2013年8月11日、対義大ライノズ戦（澄清湖野球場）、7回1失点
- 初完投・初完封勝利：2013年8月18日、対統一ライオンズ戦（桃園国際野球場）、9回無失点

その他の記録
CPBL
- オールスターゲーム出場：5回（2015年 - 2019年）

### 背番号
- 17 （2009年）
- 66 （2010年 - 2013年5月29日）
  - 19 （2013年WBC）
- 32 （2013年6月20日 - 2024年）

### 代表歴
- AA世界野球選手権大会
- 第25回アジア野球選手権大会
- 第38回IBAFワールドカップ
- 2013 ワールド・ベースボール・クラシック・チャイニーズタイペイ代表